# Zielitz
Zielitz település Németországban, azon belül Szász-Anhalt tartományban. Lakosainak száma 1892 fő (2023. december 31.). Zielitz Loitsche-Heinrichsberg és Wolmirstedt községekkel határos.

## Népesség
A település népességének változása:
| Lakosok száma | 1815 | 1819 | 1839 | 1858 | 1892 |
|               | 2017 | 2019 | 2021 | 2022 | 2023 |